# Hedy Lamarr
Hedy Lamarr (pravo ime Hedwig Eva Maria Kiesler) (Beč, 9. studenog 1914. – Casselberry, Florida, 19. siječnja 2000.), austrijska, pa američka filmska glumica i inovatorica.

## Životopis
Hedy Lamarr potječe iz bečke židovske obitelji. Njen otac Emil Kiesler je bio direktor banke, a majka Gertrud, rođena Lichtwitz, bila je pijanistkinja.
Već u svom trećem filmu Mi ne trebamo novac s Heinzom Rihmannom i Hansom Moserom imala je glavnu ulogu. 
Čehoslovački film Extase (Ekstaza) iz 1933., u kojem je njezina supruga glumio Zvonimir Rogoz, zbog nekih je slobodnih i erotskih scena izazvao skandal, ali više radi izraza njezina lica u prvom planu dok glumi orgazam, nego radi snimka u kojem gola trči kroz šumu (to je bio prvi integralni akt u povijesti umjetničke kinematografije). Udala se 10. kolovoza 1933. za bogata bečkog industrijalca Fritza Mandla, koji je bio veoma konzervativan te joj je zabranio snimati nove filmove. Uočivši jačanje fašizma u Austriji i nacističke okupacije njene domovine, bježi 1937. i iz zemlje i od svoga supruga u Pariz a odatle u London. Veliki filmski mogul Louis B. Mayer otkriva lijepu glumicu i daje joj ugovor za MGM. U to vrijeme mijenja svoje pravo ime u umjetničko. Hedy odlazi u SAD i biva hvaljena kao nasljednica Marlene Dietrich i Grete Garbo iako se njezino glumačko znanje ne može usporediti s njenom ljepotom. Najveći komercijalni uspjeh postigla je ulogom u filmu Samson i Dalila.
Hedy Lamarr bila je i inovatorica u području bežičnih komunikacija. Kao otvorena protivnica nacističke Njemačke u Drugom svjetskom ratu prijavila je 1942. patent upravljanja torpeda izmjenjivim frekvencijama koje bi stoga tada bilo nemoguće predvidjeti i omesti (US-Patent Nr. 2,292,387). Iako Mornarica SAD taj izum nije iskoristila, ta se tehnologija, bez koje bi bio nemoguć WiFi, i danas koristi za mobilne telefone i za upravljanje frekvencijama. Premda za života nije dobila zaradu i zahvalu za svoj izum, smatraju je velikom inovatoricom, pa se međunarodni Dan izumitelja slavi 9. studenoga, na njezin rođendan.

## Filmografija
- Geld auf der Straße (1930.)
- Die Blumenfrau von Lindenau (1931.)
- Die Koffer des Herrn O.F. (1931.)
- Man braucht kein Geld (1932.)
- Extase (1933.)
- Algiers(1938.)
- Hollywood Goes to Town (1938.)
- Screen Snapshots: Stars at a Charity Ball (1939.)
- Lady of the Tropics (1939.)
- I Take This Woman (1940.)
- Boom Town (1940.)
- Comrade X (1940.)
- Come Live with Me (1941.)
- Tortilla Flat (1942.)
- Crossroads (1942.)
- White Cargo (1942.)
- Show Business at War (1943.)
- The Heavenly Body (1944.)
- The Conspirators (1944.)
- Experiment Perilous (1944.)
- Her Highness and the Bellboy (1945.)
- The Strange Woman (1946.)
- Dishonored Lady (1947.)
- Let's Live a Little (1948.)
- Samson and Delilah (1949.)
- A Lady Without Passport (1950.)
- Copper Canyon (1950.)
- My Favorite Spy (1951.)
- The Eternal Female (1954.) (nedovršen)
- Loves of Three Queens (1954.)
- The Story of Mankind (1957.)
- The Female Animal (1958.)

## Vanjske poveznice
- Hedy Lamarr u internetskoj bazi filmova IMDb-u (engl.)
- Webstranica Inicijative: Dan Inovatora